# الکساندر لاوتن
الکساندر لاوتن (انگلیسی: Alexander Lawton; ۴ نوامبر ۱۸۱۸ – ۲ ژوئیهٔ ۱۸۹۶) فرد نظامی اهل ایالات متحده آمریکا بود.